# Aeroporto Internacional de Shenzhen Bao'an
Aeroporto Internacional de Shenzhen Bao'an (ou Aeroporto Internacional Bao'an) (IATA: SZX, ICAO: ZGSZ) é um aeroporto localizado na cidade de Shenzhen, a segunda maior cidade de Guangdong. É o sexto aeroporto mais movimentado da China contando o aeroporto de Hong Kong. 
Em 2008 recebeu 21,4 milhões de passageiros, e espera-se para o ano de 2012 com a construção de um novo terminal um total de 33 milhões de passageiros.
O Aeroporto Internacional de Shenzhen foi construído para auxiliar o aeroporto de Hong Kong no tráfego internacional de passageiros. Tanto ajudou esse como o aeroporto de Guangzhou, outro "Hub" da aviação Chinesa.